# Ianthinit
Ianthinit ist ein eher selten vorkommendes Uranmineral aus der Mineralklasse der „Oxide und Hydroxide“. Es kristallisiert im orthorhombischen Kristallsystem mit der chemischen Zusammensetzung U4+2[(UO2)4|O6|(OH)4]·9H2O und entwickelt meist dunkelviolette, metallisch glänzende Kristalle mit nadeligem Habitus. Im Ianthinit kommt das Uran sowohl in der Oxidationsstufe +6 als auch in der Oxidationsstufe +4 vor. Aufgrund der Instabilität der Oxidationsstufe +4 gegenüber Luftsauerstoff verwittern die violetten Nadeln langsam und zeigen daher häufig einen gelben Überzug aus Schoepit ([(UO2)4|O|(OH)6]·6H2O) beziehungsweise Metaschoepit ((UO3)·nH2O n≈2).

## Etymologie und Geschichte
Erstmals entdeckt wurde Ianthinit 1926 von Alfred Schoep in der Shinkolobwe Mine (Kasolo Mine) in der heute zur Demokratischen Republik Kongo (Zaire) gehörenden Provinz Katanga. Es erhielt seinen Namen aus dem griechischen Wort ianthinos (altgriechisch ἰάνθινος) für ‚violett‘.
Ein Aufbewahrungsort für das Typmaterial des Minerals ist nicht dokumentiert.
Da der Ianthinit bereits lange vor der Gründung der International Mineralogical Association (IMA) 1958 bekannt und als eigenständige Mineralart anerkannt war, wurde dies von ihrer Commission on New Minerals, Nomenclature and Classification (CNMNC) übernommen und Ianthinit als sogenanntes „grandfathered“ (G) Mineral bezeichnet. Die seit 2021 ebenfalls von der IMA/CNMNC anerkannte Kurzbezeichnung (auch Mineral-Symbol) von Ianthinit lautet „Ian“.

## Klassifikation
Bereits in der letztmalig 1977 überarbeiteten 8. Auflage der Mineralsystematik nach Strunz gehörte der Ianthinit zur Mineralklasse der „Oxide und Hydroxide“ und dort zur Abteilung „Hydroxide“, wo er gemeinsam mit Masuyit in der „Ianthinit-Reihe“ mit der Systemnummer IV/F.11 steht.
In der zuletzt 2018 überarbeiteten Lapis-Systematik nach Stefan Weiß, die formal auf der alten Systematik von Karl Hugo Strunz in der 8. Auflage basiert, erhielt das Mineral die System- und Mineralnummer IV/H.01-010. Dies entspricht der Abteilung „Uranyl([UO2]2+)-Hydroxide und -Hydrate“, wo Ianthinit zusammen mit Heisenbergit, Metaschoepit, Metastudtit, Paraschoepit, Paulscherrerit, Schoepit und Studtit eine unbenannte Gruppe mit der Systemnummer IV/H.01 bildet.
Die von der International Mineralogical Association (IMA) zuletzt 2009 aktualisierte 9. Auflage der Strunz’schen Mineralsystematik ordnet den Ianthinit ebenfalls in die Abteilung „Uranyl-Hydroxide“ ein. Diese ist weiter unterteilt nach der möglichen Anwesenheit zusätzlicher Kationen, so dass das Mineral entsprechend seiner Zusammensetzung in der Unterabteilung „Ohne zusätzliche Kationen“ zu finden ist, wo es als einziges Mitglied eine unbenannte Gruppe mit der Systemnummer 4.GA.10 bildet.
In der vorwiegend im englischen Sprachraum gebräuchlichen Systematik der Minerale nach Dana hat Ianthinit die System- und Mineralnummer 05.06.01.01. Das entspricht ebenfalls der Klasse der „Oxide und Hydroxide“ und dort der Abteilung „Uran- und thoriumhaltige Oxide“. Hier findet er sich innerhalb der Unterabteilung „Uran- und thoriumhaltige Oxide mit polyvalentem Uran“ als einziges Mitglied in einer unbenannten Gruppe mit der Systemnummer 05.06.01.

## Kristallstruktur
Ianthinit kristallisiert orthorhombisch in der Raumgruppe P21cn (Raumgruppen-Nr. 33, Stellung 4) mit den Gitterparametern a = 7,178 Å; b 11,473 Å und c 30,39 Å sowie 4 Formeleinheiten pro Elementarzelle.
Ianthinit enthält in seiner Struktur sowohl Uran in der Oxidationsstufe +6 (in Form des Uranyl-Ions UO22+) als auch in der Oxidationsstufe +4 (U4+). Die Uranyl-Ionen zeigen hierbei klassische pentagonal-bipyramidale Koordination, wobei die Uranyl-Sauerstoffatome die Spitzen der Pyramide darstellen und in equatorialer Positionen Oxid- (O2−) beziehungsweise Hydroxid-Ionen (OH−) koordiniert sind. Die U4+-Ionen weisen dahingegen eine verzerrt oktaedrische Koordination auf. Diese Uran-Polyeder sind untereinander über Sauerstoffatome (aus O2−, OH− und H2O) kantenverküpft und formen Schichten, die durch das Kristallwasser mittels Wasserstoffbrückenbindungen zusammengehalten werden. Die von Peter Burns et al. 1997 aufgrund von Einkristallstrukturanalyse ermittelte Formel [U4+2(UO2)4O6(OH)4(H2O)4](H2O)5 separiert die aufgefundenen Wassermoleküle: vier Wassermoleküle (innerhalb der eckigen Klammern) befinden sich innerhalb der Schichten, fünf Wassermoleküle befinden sich zwischen den Schichten und halten diese zusammen. Die Kristallstrukturanalyse zeigt gleichermaßen, dass in einigen Bereichen des Kristallgitters das Uran(IV) schon teilweise zu Uran(V) beziehungsweise Uran(VI) oxidiert ist.
Aufgrund des Vorhandenseins von U4+-Ionen wird Ianthinit auch als Modellstruktur für die oxidative Auflösung von abgebranntem Kernbrennstoff betrachtet, da die aufgrund von Ionenradius, Bindungslängen mit Sauerstoff und chemischer Wertigkeit sehr ähnlichen Pu4+-Ionen theoretisch die Gitterplätze der U4+-Ionen einnehmen könnten.
| Kristallstruktur von Ianthinit |
| --- |
| - in Richtung der kristallographischen a-Achse - in Richtung der kristallographischen b-Achse - Schichtstruktur in Richtung der kristallographischen c-Achse (Wassermoleküle der Übersichtlichkeit wegen entfernt) |
| Farblegende: 0 _ U 0 _ O 0 _ Wassermoleküle |

## Eigenschaften
Ianthinit ist durch seinen Urangehalt von bis zu 78,3 Gew.-% verhältnismäßig stark radioaktiv. Unter Berücksichtigung der natürlichen Zerfallsreihen wird für Ianthinit eine spezifische Aktivität von etwa 140,1 kBq/g angegeben (zum Vergleich: natürliches Kalium 0,0312 kBq/g).
Das Mineral ist an der Luft instabil und wandelt sich durch Oxidation zu Schoepit beziehungsweise Metaschoepit um.

## Bildung und Fundorte
Ianthinit tritt in Paragenese mit Uranyl-Oxid-Hydraten wie Becquerelit und Vandendriesscheit auf. Es ist praktisch immer mit primärem Uraninit vergesellschaftet und tritt zudem vergesellschaftet mit Uranylcarbonaten wie Rutherfordin und Wyartit auf. Die Bildung von Ianthinit ist jedoch verhältnismäßig wenig verstanden. Ianthinit könnte sich durch unvollständige Oxidation von Uraninit bilden, allerdings erfordert die Laborsynthese von Ianthinit aus Lösungen eine partielle Reduktion von Uran(VI). Die Vergesellschaftung von Ianthinit mit carbonatischen Mineralen scheint jedoch Hinweise zu geben, dass anaerobe beziehungsweise schwach reduzierende Umgebungen die Bildung des Minerals fördern. Weitere mit Ianthinit vergesellschaftete Minerale sind Kasolit, Parsonsit, Dewindtit und Fourmarierit.
Die bei weitem bedeutendste Paragenese ist die mit Schoepit, Metaschoepit und Paraschoepit bedingt durch die Unbeständigkeit der Oxidationsstufe +4 des Urans im Ianthinit. Walenta beschreibt im Jahre 1999 die beobachtete Umwandlung an einer Mineralprobe von Ianthinit nach Schoepit aus der Grube Clara aus dem Jahre 1997. Zum Zeitpunkt des Fundes waren dem Finder die 1,5 mm langen Kristalle weitgehend als Ianthinit erhalten und zeigte lediglich Umwandlungen an den Kanten der Kristalle, wohingegen Walenta in derselben Mineralprobe nach weniger als zwei Jahren nur noch stellenweise Ianthinit nachweisen konnte.
Als seltene Mineralbildung konnte Ianthinit nur an wenigen Orten nachgewiesen werden, wobei weltweit bisher rund 30 Vorkommen dokumentiert sind (Stand 2024). Außer an seiner Typlokalität „Shinkolobwe Mine“ trat das Mineral in der Demokratischen Republik Kongo noch in der Musonoi Mine bei Kolwezi und in der Swambo Mine auf.
In Deutschland fand sich Ianthinit unter anderem in der Grube Krunkelbach nahe Menzenschwand sowie in der Grube Clara bei Oberwolfach in Baden-Württemberg. Weitere Fundstellen in Deutschland sind Schwandorf in Bayern und Mähring im Oberpfälzer Wald.
Weitere Fundorte liegen unter anderem in Australien, Frankreich, Italien, Mexiko, Slowakei sowie in den USA.

## Vorsichtsmaßnahmen
Aufgrund der Toxizität und der starken Radioaktivität des Minerals sollten Mineralproben vom Ianthinit nur in staub- und strahlungsdichten Behältern, vor allem aber niemals in Wohn-, Schlaf- und Arbeitsräumen aufbewahrt werden. Ebenso sollte eine Aufnahme in den Körper (Inkorporation, Ingestion) auf jeden Fall verhindert und zur Sicherheit direkter Körperkontakt vermieden sowie beim Umgang mit dem Mineral Atemschutzmaske und Handschuhe getragen werden.